# گمینا پرومنا
گمینا پرومنا (به لهستانی:  Gmina Promna) یک گمینا در لهستان است که در شهرستان بیاووبژگی واقع شده‌است. گمینا پرومنا ۱۲۰٫۷۴ کیلومتر مربع مساحت و ۵٬۶۱۲ نفر جمعیت دارد.